# Thomas Laurent
Thomas Laurent (La Roche-sur-Yon, Vandea, 5 de abril de 1998) es un piloto de automovilismo francés. Ha sido piloto de Rebellion Racing en el Campeonato Mundial de Resistencia de la FIA (LMP1).

## Carrera deportiva
Thomas Laurent empezó a practicar karting a los 3 años, se coronó campeón del mundo de karting de KZ2 en 2015 y ganó tres títulos del campeonato francés de circuito largo de KZ2 (2013, 2014, 2015), así como dos copas de Francia de KZ2 (2014 y 2015). A finales de 2015, se abocó al automóvil y a la resistencia.
En 2016 participó en el campeonato ELMS, categoría LMP3. Ganó las 4 Horas de Estoril y fue elegido mejor debutante del Campeonato. Ganó la carrera previa a las 24 Horas de Le Mans, el Road to Le Mans en LMP3, con Alexandre Cougnaud.
En enero de 2017 ganó las 4 Horas de Buriram con Tung y Menezes para el equipo chino de Jacky Chan y David Cheng. Luego participó por primera vez en las 24 Horas de Le Mans, todavía a bordo del Oreca 07 de Jacky Chan DC Racing. Junto con sus compañeros de equipo Tung y Jarvis, ganaron la clase LMP2 y terminaron segundos en la general detrás del Porsche 919 Hybrid ganador. Además, lideraron la carrera durante varias horas antes de ser superados por el Porsche victorioso una hora y media antes de la meta. También ganó el “Premio Jean Rondeau” al mejor principiante en las 24 Horas de Le Mans de 2017.
En octubre de 2017, en Fuji, acabó tercero en la categoría LMP2. El 25 de octubre, fue el primero de los cuatro pilotos anunciados para participar en la prueba de novatos de Baréin a bordo del Toyota TS050 Hybrid.
En 2018-19 participó en el Campeonato Mundial de Resistencia con el equipo Rebellion en LMP1. Ganó las 6 Horas de Silverstone y, con 19 años, se convirtió en el piloto más joven del mundo en ganar en las categorías reina. A finales de 2018 participó en los test de Fórmula 2 en el circuito de Abu Dhabi con el equipo Arden.
En la temporada 2019-20, se convirtió en piloto reserva de Toyota en el LMP1 Hybrid y continuó la temporada con Alpine en LMP2.
En 2022, tras un año inactivo, participó en European Le Mans Series con el equipo Mühlner Motosport, al volante de un Oreca 07.

## Resultados en el automovilismo
- Michelin GT3 Le Mans Cup 2016 (LMP3): Ganador Road to Le Mans.
- European Le Mans Series 2016, Ganador de las 4 Horas de Estoril categoría LMP3. Elegido mejor novato en el Campeonato ELMS
- Asian Le Mans Series 2016 (LMP3): Ganador del Campeonato (Team DC Racing). Victoria en las 4 Horas de Buriram, las 3 Horas de Sepang 1 y las 3 Horas de Sepang 2, segunda en las 4 Horas de Fuji. Elegido mejor novato del Campeonato ALMS
- Campeonato Mundial de Resistencia 2017 (categoría LMP2): subcampeón del mundo: victorias en las 6 Horas de Silverstone, las 24 Horas de Le Mans (Premio Jean Rondeau al mejor debutante en las 24 Horas de Le Mans) y las 6 Horas de Nürburgring. Elegido mejor novato del Campeonato WEC 2017.Alpine A470 de André Negrão, Pierre Ragues y Thomas Laurent en las 4 Horas de Silverstone 2019.

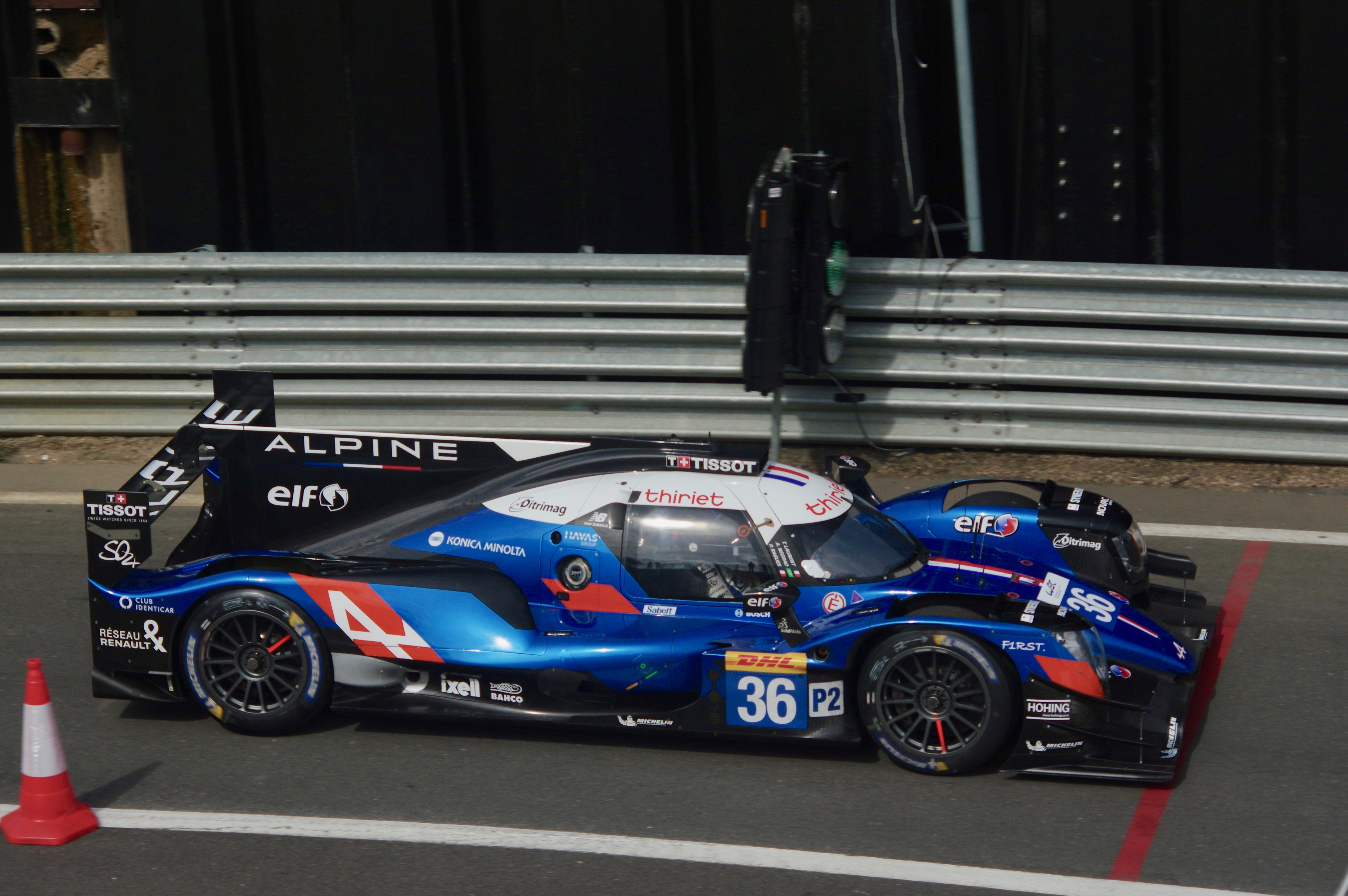
Alpine A470 de André Negrão, Pierre Ragues y Thomas Laurent en las 4 Horas de Silverstone 2019.

- Asian Le Mans Series 2018 (LMP2): Ganador del campeonato. Victorias en las 4 Horas de Zhuhai, las 4 Horas de Fuji y las 4 Horas de Sepang.
- Campeonato Mundial de Resistencia 2018-2019 (categoría LMP1): Victorias en las 6 Horas de Silverstone (el piloto más joven en ganar una carrera en la categoría reina de resistencia a los 19 años), segundo en las 6 Horas de Spa, 3º en las 24 horas de Le Mans y las 6 horas de Spa. 3º en el Campeonato y primero entre los coches no híbridos.
- European Le Mans Series 2020 (LMP2 Graff): 5º en el Campeonato, 2 podios.
- European Le Mans Series 2022 (LMP2): 3º en las 4h de Monza
- Ganador de las 24 Horas de Zolder 2023 (Porsche 993 GT3)